# Levi Smans
Levi Smans (Roermond, 25 marzo 2003) è un calciatore olandese, centrocampista dell'Heerenveen.

## Carriera
Smans è cresciuto nel settore giovanile del VVV-Venlo ed ha debuttato in prima squadra il 13 agosto 2021 nell'incontro di Eerste Divisie perso 2-1 contro il TOP Oss. Ha segnato il suo primo gol il 5 settembre seguente decidendo la trasferta contro il Dordrecht terminata 1-0.
Il 24 maggio 2024 è passato a titolo definitivo all'Heerenveen.

## Statistiche

### Presenze e reti nei club
Statistiche aggiornate al 28 settembre 2024
| Stagione        | Squadra         | Campionato      | Campionato | Campionato | Coppe nazionali | Coppe nazionali | Coppe nazionali | Coppe continentali | Coppe continentali | Coppe continentali | Altre coppe | Altre coppe | Altre coppe | Totale | Totale | Totale |
| Stagione        | Squadra         | Comp            | Pres       | Reti       | Comp            | Pres            | Reti            | Comp               | Pres               | Reti               | Comp        | Pres        | Reti        | Pres   | Reti   |        |
| --------------- | --------------- | --------------- | ---------- | ---------- | --------------- | --------------- | --------------- | ------------------ | ------------------ | ------------------ | ----------- | ----------- | ----------- | ------ | ------ | ------ |
| 2021-2022       | VVV-Venlo       | 1D              | 20         | 1          | CO              | 1               | 0               | -                  | -                  | -                  | -           | -           | -           | 21     | 1      |        |
| 2022-2023       | VVV-Venlo       | 1D              | 13+2       | 0          | CO              | 1               | 0               | -                  | -                  | -                  | -           | -           | -           | 16     | 0      |        |
| 2023-2024       | VVV-Venlo       | 1D              | 35         | 9          | CO              | 1               | 0               | -                  | -                  | -                  | -           | -           | -           | 36     | 9      |        |
| 2024-2025       | Heerenveen      | ED              | 6          | 0          | CO              | 0               | 0               | -                  | -                  | -                  | -           | -           | -           | 6      | 0      |        |
| Totale carriera | Totale carriera | Totale carriera | 76         | 10         |                 | 1               | 0               |                    | -                  | -                  |             | -           | -           | 77     | 10     |        |